# MTV Europe Music Awards 1994
Перша церемонія нагородження MTV Europe Music Awards 1994 відбулася 24 листопада 1994 року в Бранденбурзьких воротах, Берлін, Німеччина, через п'ять років після падіння Берлінського муру та чотири роки після возз'єднання. Ведучим вечора був Том Джонс, а на сцені виступили Aerosmith, Б'єрк, Roxette, Take That та Джордж Майкл. Учасниками шоу стали East 17, Жан-Поль Готьє, Наомі Кемпбелл, Памела Андерсон та модель Гелена Крістенсен, яка у прямому ефірі поцілувала Майкла Гатченса з гурту INXS в інтерактивній сцені.

## Номінації
Переможців виділено Жирним.

### Найкраща пісня
- Бек — «Loser[en]»
- Blur — «Girls & Boys[en]»
- Aerosmith — «Cryin'»
- Б'єрк — «Big Time Sensuality[en]»
- Юссу Н'Дур та Нене Черрі — «7 Seconds[en]»

### Найкращий режисер
- Марк Пеллінгтон[en] (Whale[en] — «Hobo Humpin' Slobo Babe»)
- Спайк Джонз[en] (Beastie Boys — «Sabotage[en]»)
- Жульєн Темпл[en] (Enigma — «Return to Innocence[en]»)
- Стефан Седнауі[en] (MC Solaar — «Nouveau Western»)
- Вім Вендерс та Марк Ніл[en] (U2 — «Stay (Faraway, So Close!)[en]»)

### Найкращий співак
- Браян Адамс
- MC Solaar
- Seal
- The Artist Formerly Known as Prince
- Брюс Спрінгстін

### Найкраща співачка
- Б'єрк
- Нене Черрі
- Мерая Кері
- Торі Еймос
- Маруша[en]

### Найкращий гурт
- Aerosmith
- Crowded House
- Rage Against the Machine
- Beastie Boys
- Take That

### Найкращий новий виконавець
- Crash Test Dummies
- Бек
- Whale[en]
- Therapy?[en]
- Deus[en]

### Найкращий танцювальний проєкт
- Reel 2 Real[en]
- 2 Unlimited
- D Ream[en]
- Jam & Spoon[en]
- The Prodigy

### Найкращий рок-виконавець
- Aerosmith
- Rage Against the Machine
- Therapy?[en]
- Metallica
- Soundgarden

### Найкращий кавер[en]
- Wet Wet Wet — «Love Is All Around[en]»
- Pet Shop Boys — «Go West[en]»
- Gun[en] — «Word Up!»
- Ace of Base — «Don't Turn Around»
- Big Mountain[en] — «Baby, I Love Your Way[en]»

### Місцевий герой
Вибрані глядачами у своїх країнах:
- Бельгія: Deus[en]
- Чехія: Vanessa
- Франція: Ален Башунг
- Німеччина: H-Blockx[en]
- Ірландія: An Emotional Fish[en]
- Ізраїль: Рита
- Італія: Айрін Ґранді[en]
- Нідерланди: Van Dik Hout[en]
- Норвегія: Devotion
- Польща: De Mono
- Росія: Браво
- Швеція: E-Type
- Велика Британія: Oasis

### Free Your Mind[en]
- Amnesty International

## Виступи
- Джордж Майкл — «Freedom! '90»
- Aerosmith — «Walk on Water[en]» та «Cryin'»
- Roxette — «Sleeping in My Car[en]»
- Take That — «Sure[en]»
- Б'єрк із Fluke — «Big Time Sensuality[en]»
- Енніо Маркетто[en]
- Ерос Рамаццотті — «Cose della vita[en]»
- Therapy?[en] — «Die Laughing[en]»
- Ace of Base — «Living in Danger»
- Том Джонс — «If I Only Knew»
- Джордж Майкл — «Jesus to a Child»
- Прінс — «Peach[en]»

## Учасники шоу
- Франц Бекенбауер — оголошення виступу Тома Джонса
- Трейсі Уллман[en] — оголошення переможця у номінації Найкращий співак
- Жан-Поль Готьє та Наомі Кемпбелл — оголошення переможця у номінації Найкращий танцювальний проєкт
- Алексі Лалас та Дейв Мастейн — оголошення переможця у номінації Найкраща співачка
- Памела Андерсон та East 17 — оголошення переможця у номінації Найкращий рок-виконавець
- Герберт Грьонемайер та Маруша[en] — оголошення переможця у номінації Найкращий кавер[en]
- Юссу Н'Дур та Нене Черрі — оголошення переможця у номінації Найкращий проривний виконавець
- Боно — отримав нагороду Free Your Mind[en] від імені Amnesty International
- Стівен Тайлер та Джо Перрі — оголошення переможця у номінації Найкращий режисер
- Франц Бекенбауер — оголошення переможця у номінації Найкращий гурт
- Гелена Крістенсен та Майкл Гатченс[en] — оголошення переможця у номінації Найкраща пісня